# París-Tours 1933
La París-Tours 1933 fue la 28ª edición de la clásica París-Tours. Se disputó el 30 de abril de 1933 y el vencedor final fue el francés Jules Merviel, que se impuso al sprint a sus cuatro compañeros de fuga. 

## Clasificación general[3]
|    | Ciclista          | Equipo                    | Tiempo    |
| -- | ----------------- | ------------------------- | --------- |
| 1  | Jules Merviel     | Lutetia                   | 6h 28'30" |
| 2  | Antonin Magne     |                           | m.t.      |
| 3  | Ludwig Geyer      |                           | m.t.      |
| 4  | Robert Granier    |                           | m.t.      |
| 5  | Roger Lapébie     |                           | a 3'05"   |
| 6  | André Leducq      |                           | m.t.      |
| 7  | Emile Joly        |                           | m.t.      |
| 8  | Albert Gabard     |                           | m.t.      |
| 9  | Léon Louyet       | Genial-Lucifer-Hutchinson | m.t.      |
| 10 | Fernand Mithouard | Lutetia                   | a 4'00"   |